# کتورث
کتورث (به انگلیسی: Catworth) یک روستا و محله مدنی در بریتانیا است که در هانتینگدونشر واقع شده‌است. کتورث ۳۴۷ نفر جمعیت دارد.